# Láudano
El láudano (del neolatín labdanum y este del latín ladănvm, a su vez del griego antiguo λάδανον) es una bebida alcohólica hecha con opio. Más concretamente, es una preparación compuesta por vino blanco, azafrán, clavo, canela y otras sustancias además de opio, que se usaba con fines medicinales en una gran variedad de jarabes patentados durante el siglo XIX. 

El término fue acuñado por el alquimista Paracelso, quien elaboró una especie de bálsamo mezclando opio con otras sustancias como beleño (Hyoscyamus), almizcle y ámbar. Originalmente esta solución era sólida, pero luego se popularizó en forma líquida con alcohol. Las más famosas mezclas de opio y alcohol fueron las comercializadas por Thomas Sydenham en el siglo XVII, que usaba vino de Málaga, y la del abate Rousseau, médico personal de Luis XIV de Francia, que usaba alcohol al 60% con levadura de cerveza; luego se utilizó la mezcla de W. K. Harrison, en Leeds (Inglaterra). 
El láudano de Sydenham contenía 1 libra de vino de Málaga, 2 onzas de opio, 1 onza de azafrán y 1 dracma de canela y clavo. Se usaba comúnmente para aliviar cualquier tipo de dolor (incluso los dolores producidos por el cáncer y otras enfermedades terminales); para adormecer, para la ansiedad, para el tratamiento de la diarrea (prescripción que aún sigue teniendo vigencia en algunos casos) y para eliminar la tos en todo tipo de procesos, desde una simple gripe a una tuberculosis. Durante dos siglos se vendió libremente.
Al láudano y al opio se los consideraba como el medicamento más importante de todos los que existían en la farmacopea de aquella época. En España se vendía en las boticas al precio de 30 céntimos por gramo, en el año 1925.
Durante el siglo XIX, en la Inglaterra victoriana, su uso exclusivamente terapéutico derivó en otros más sociales. Artistas y escritores lo consideraban un néctar divino, debido a sus propiedades narcóticas, y comenzaron a utilizarlo como método de inspiración. Entre sus más famosos consumidores estuvieron los miembros del llamado «Círculo Diodati», el grupo de amigos de Lord Byron que se reunió en Villa Diodati el verano de 1816. Su reclusión en la villa debido a las inclemencias meteorológicas, junto con los efectos del brebaje, fueron la inspiración de Mary Shelley y John William Polidori para sus famosas obras Frankenstein y El vampiro, respectivamente. Otro de los ilustres personajes que sufrió con los efectos de la adicción, aunque no en sus propias carnes, fue Rossetti. Su cuadro Beata Beatrix surgió como homenaje a su esposa, fallecida por una sobredosis de láudano.